# فیروز آذرگشسپ
فیروز آذرگشسپ (زاده پانزدهم بهمن ۱۲۸۴ – درگذشته ۵ تیر ۱۳۷۵ خورشیدی) یک موبد زرتشتی، فرزندِ موبد دستور نامدار و زاده شده در شهر یزد بود.

## تحصیلات
وی تحصیلات خود را در مدرسه خسروی یزد و سپس در تهران در کالج البرز ادامه داد و پس از بازگشت به یزد، از سوی انجمن موبدان به همراهِ موبد رستم شهزادی، به مدرسه کاما اتوران بمبئی هندوستان رفت و بیش از هفت سال در آنجا به آموختن پرداخت. زندگی آذرگشسب در هند به دو بخش تقسیم می‌شود، زندگی درون اجتماعی وی که با هم‌صحبتی با بزرگان دین زرتشتی همراه بود و زندگی برون اجتماعی او که به کسب مدرک لیسانس مهندسی کشاورزی (در سال ۱۹۳۱ میلادی برابر با ۱۳۱۰ خورشیدی) انجامید و در کنار آن موبد در شهر پونا نیز در مدرسه دستور Huohang فنون دینی زرتشتی را نیز آموخت. او در جوانی دربارهٔ شهر بمبئی می‌نویسد:
بمبئی شهری بود بزرگ و زیبا، با ساختمان‌های بلندِ پنج یا شش طبقه و مغازه‌هایی بزرگ و پر از اجناس رنگارنگ که اصلاً قابل مقایسه با یزد نبود. یزد در آن روزها این همه وسایل متمدن نداشت و در تمام شهر به‌جز کوچه‌های تنگ و تاریک، یک خیابان بزرگ نبود. مسلمانان آن زمان یزد، در کل مردمی بودند خشک که به جز دین اسلام هیچ دین و مذهب دیگری را بر حق نمی‌دانستند و پیروان مذاهب دیگر را مورد تحقیر و توهین قرار می‌دادند. حال اینکه چنین وضعی را در هند مشاهده نکردم و همه افراد از هر مذهب، طبقه و صنفی که بودند در برابر قانون برابر بودند.
وی پس از فارغ‌التحصیل شدن به ایران بازگشت. سپس بمدت یک سال در دبیرستان کیخسروی در زبان انگلیسی تدریس کرد. همچنین در کلاس‌های حقوق شرکت کرد و با درجه و رتبهٔ عالی پذیرفته شد و لیسانس حقوق گرفت. او سال‌ها فرنشینی انجمن موبدان تهران را بردوش داشت.

## برگردانِ گاهان
موبد آذرگشسب شیفتهٔ مطالعهٔ گات‌ها بود و تمام ترجمه‌های فارسی و انگلیسیِ گات‌ها را خوانده بود. وی پس از سال‌ها مطالعه، چون هیچ‌کدام از آن‌ها را نپسندید خود به ترجمه و تفسیر گات‌ها پرداخت.
او در مقدمهٔ جلد نخستِ گات‌های خود می‌نویسد: 
هنگام ترجمه کتاب و مقایسهٔ آن با ترجمه سایر اوستا شناسان نامی مثل پروفسور بارتوله، پروفسور میلز، پروفسور دستور کانگا، دستور دکتربد، استاد بهرام گورانکلسریا، پونگار و روانشاد استاد پورداوود دریافتم آنطور که باید و شاید منظور نگارنده را برآورده نمی‌سازند.
... موضوع مهمی که موجب شد نگارنده به ترجمه گات‌ها اقدام کند این بود که می‌دیدم در ترجمهٔ اوستا شناسان خارجی آن روحانیت و معنویتِ ژرفی که در واژه‌ها و عبارات و متن اوستایی این کتاب آسمانی نهفته‌است، روشن نگردیده و در نتیجه خواننده مفهوم واقعی و جایگاه بلند این تعالیم را در نیافته و اهمیت آن را کمتر درک می‌نمود.
پس از پانزده سال تلاش در سال ۱۳۵۱ خورشیدی، نخستین جلد گات‌ها و هشت سال پس از آن، جلد دوم آن را منتشر کرد.
در سال ۱۳۶۹ خورشیدی برای بزرگداشت یکصدمین سالگرد مانکجی لیمجی هاتریا گات‌های فارسی خود را به انگلیسی ترجمه کرده و در اختیار کنکاش جهانی موبدان قرار داد که چاپ شد.

## آثار
کتاب‌های این موبد عبارتند از:
- برگردان گاهان به پارسی و انگلیسی.
- بخشی از فرهنگ اوستا و تطبیق آن با فارسی و کردی در سال ۱۳۳۷.
- برگردان خرده اوستا به انگلیسی در سال ۱۳۶۴.
- برگردان (بدون شرح و تفسیر) گات‌ها به پارسی روان در سال۱۳۶۰.
- آیین سدره‌پوشی زرتشتیان با تأمین هزینه مالی توسط کانون زرتشتیان شریف‌آباد یزد در نوروز سال ۱۳۴۵.
- آیین زناشویی زرتشتیان در آذر ۱۳۴۵.
- اندرزنامه‌های پهلوی.
- آیین کفن و دفن زرتشتیان در سال ۱۳۴۹.
- آیین برگزاری جشن‌های ایران باستان در سال ۱۳۵۱.
- مقام زن در ایران باستان در امرداد ۱۳۵۱.
- آتش در ایران باستان در مهر ۱۳۵۳.
- مراسم مذهبی و آداب زرتشتیان در دی‌ماه ۱۳۵۳.

افزون‌بر این کتاب‌ها، ده‌ها نوشتار و سخنرانی و نوشته از او به یادگار مانده‌است. به ویژه سخنرانی‌های وی در دانشگاه برلین آلمان (در سال ۱۳۷۱خورشیدی) و انجمن زرتشتیان لندن (در سال ۱۲۷۲خورشیدی) بسیار قابل توجه است.